# Ebrach

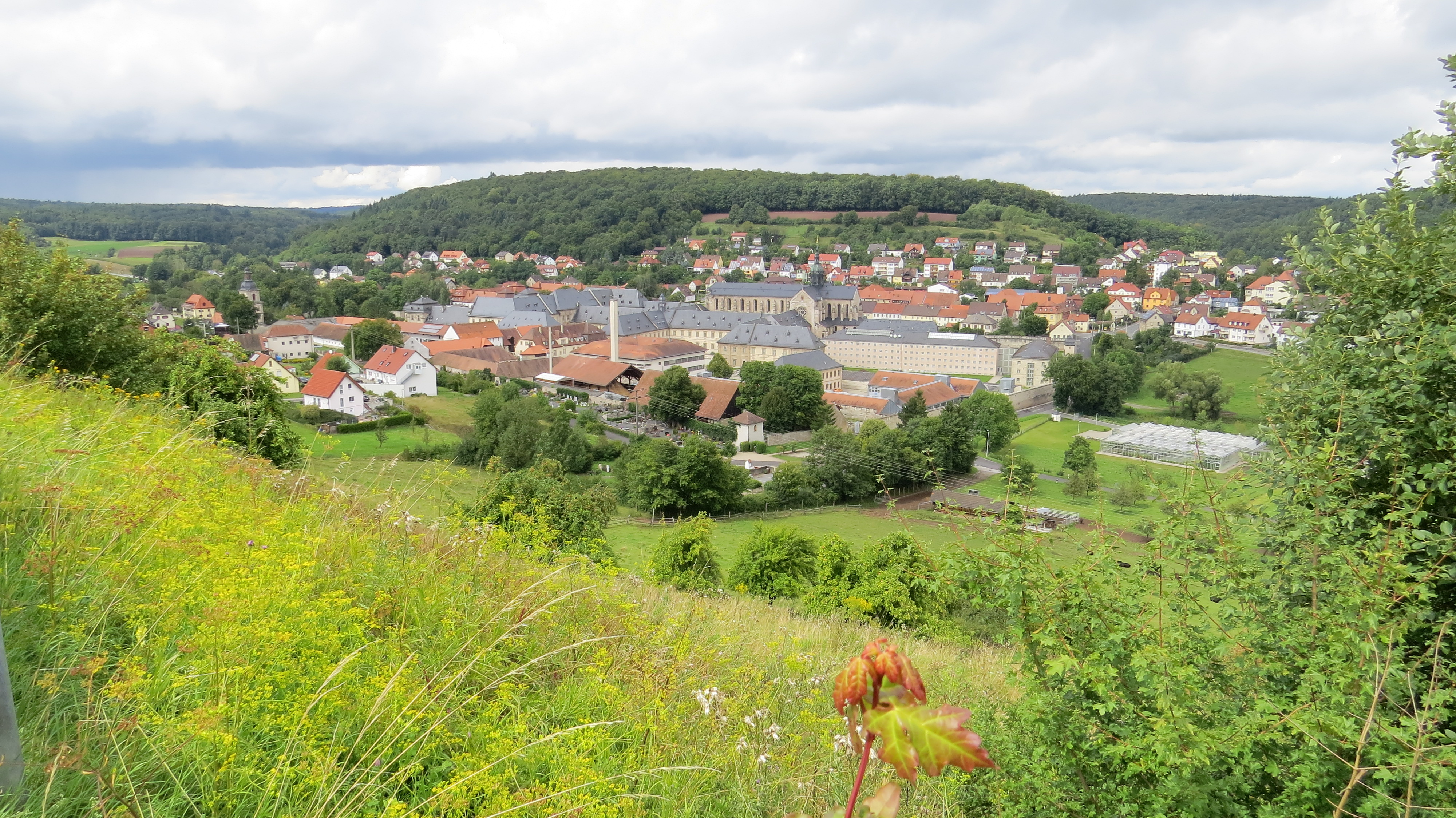
Ortsansicht von Ebrach von Süden

Ebrach ist ein Markt im oberfränkischen Landkreis Bamberg, Sitz der Verwaltungsgemeinschaft Ebrach und zählt zur Metropolregion Nürnberg.

## Geografie

### Geografische Lage
Der Hauptort liegt im Steigerwald an der Mittleren Ebrach zwischen Bamberg im Osten und Würzburg im Westen. Dort befindet sich das ehemalige Zisterzienserkloster Ebrach. Nördlich von Ebrach liegen die beiden wertvollen Waldschutzgebiete Waldhaus und Brunnstube.

### Nachbargemeinden
Nachbargemeinden sind (von Norden beginnend im Uhrzeigersinn) Rauhenebrach (Unterfranken), Burgwindheim (Oberfranken), Geiselwind und Oberschwarzach (beide Unterfranken).

### Gemeindegliederung
Es gibt zwölf Gemeindeteile (in Klammern sind der Siedlungstyp und die Einwohnerzahlen angegeben):
- Buch (Dorf, 57)
- Eberau (Siedlung, 130)
- Ebrach (Hauptort, 1107)
- Großbirkach (Pfarrdorf, 78)
- Großgressingen (Kirchdorf, 295)
- Hof (Weiler, 20)
- Kleinbirkach (Weiler, 34)
- Kleingressingen (Dorf, 40)
- Neudorf bei Ebrach (Dorf, 104)
- Sankt Rochus (Einöde, 0)
- Schmerb (Einöde, 4)
- Winkelhof (Weiler, 6)

Es gibt die Gemarkungen Buch, Ebrach, Großbirkach, Großgressingen und Neudorf bei Ebrach.

## Geschichte

### Bis zum 18. Jahrhundert
Der Ortsname stammt wahrscheinlich nicht von Eber, sondern vielleicht von einem alten vorgermanischen Stamm ebr- (Wasser), urverwandt mit dem baskischen ibar (Tal).

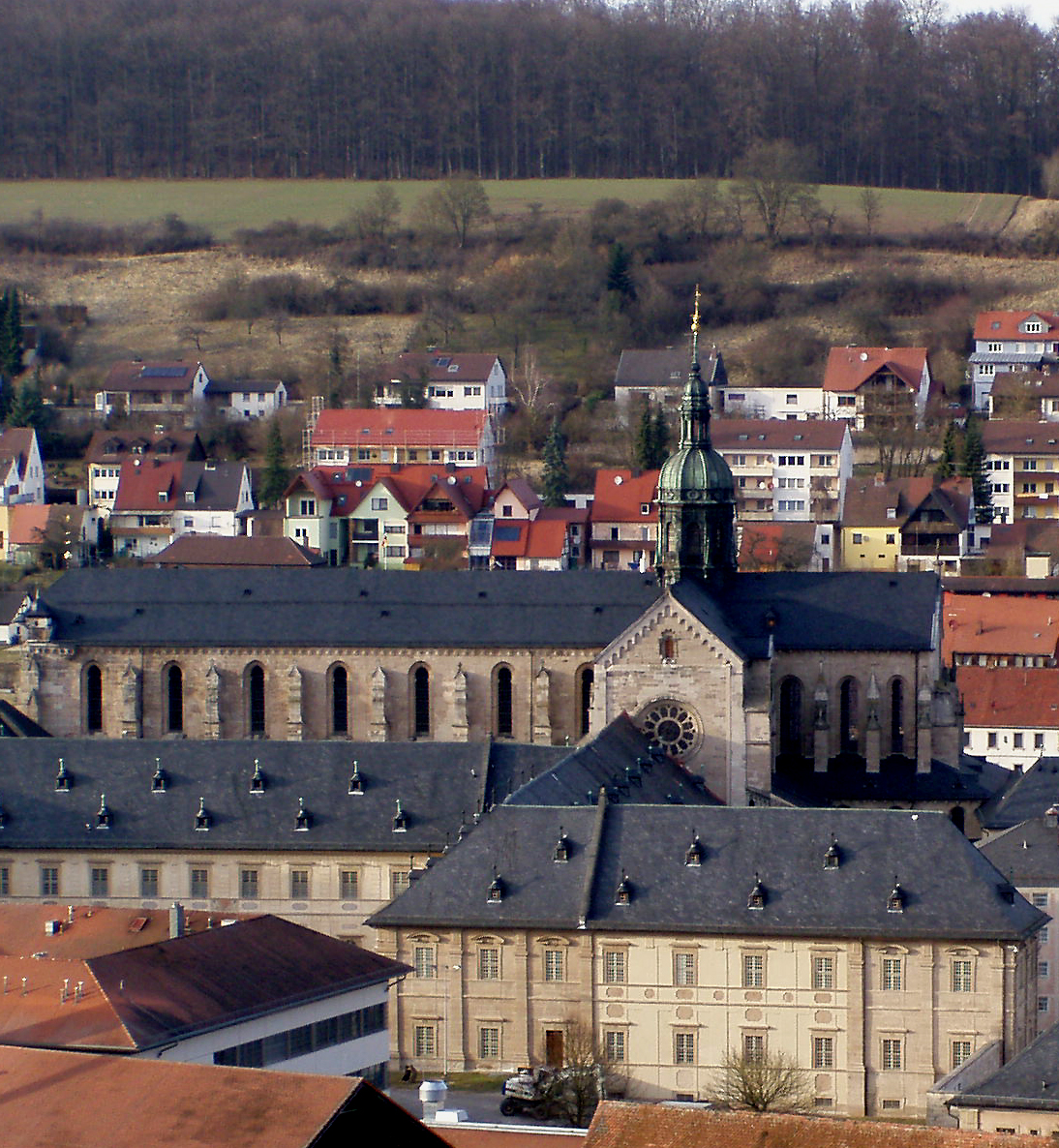
Ebrach und seine ehemalige Klosteranlage

Kloster Ebrach wurde 1127 als eines der ersten rechtsrheinischen Zisterzienserklöster durch die fränkischen Edelfreien Berno und Richwin von Eberau gegründet. Im Jahre 1127 übersiedelten zwölf Mönche vom Mutterkloster Morimond. 1200 begann Abt Hermann I. den Bau der Abteikirche, die 1285 vollendet wurde. Sie ist 88 Meter lang und gilt als eines der schönsten Baudenkmäler der frühgotischen Baukunst. In dem Bauwerk befindet sich eine in den 2010er Jahren sanierte prächtige klassizistische Ausstattung. Sie umfasst über 50 Fenster, 26 Altäre und über dem Westportal eine Rosette von zwölf Meter Durchmesser nach dem Vorbild von Notre Dame in Paris. Die Fenster wurden 1887 neu gemalt.
Obwohl die Ebracher Äbte immer wieder die Reichsunmittelbarkeit für ihr Kloster anstrebten, blieb es unter der Herrschaft des Würzburger Bischofs. Es gehörte zu den reichsten Abteien Frankens und hatte Außenposten („Amtsschlösser“) in Mainstockheim, Sulzheim, Oberschwappach und Burgwindheim.

### Seit 1803
Das Kloster wurde 1803 im Zuge der Säkularisation aufgelöst, der Ort kam durch den Reichsdeputationshauptschluss von 1803 wie weite Teile Frankens zu Bayern (Siehe auch Geschichte Frankens). Kloster Ebrach wurde offiziell erst bei seiner Aufhebung die Reichsunmittelbarkeit zuerkannt. Vor 1803 hatte das Hochstift Würzburg diese stets mit Erfolg bestritten. Die Klosterkirche ist seither katholische Pfarrkirche Mariä Himmelfahrt. Seit 1851 nutzt die Justizvollzugsanstalt Ebrach die barocken Klostergebäude.
Im Ersten Weltkrieg fielen 25 Männer aus Ebrach und im Zweiten Weltkrieg 57 Männer.
Im Jahr 1969 war Ebrach und sein Umland Ziel des sogenannten Ebracher Knast-Camps. Anlass für das Knast-Camp war die Inhaftierung des 22-jährigen Münchner Studenten und SDS-Mitglieds Reinhard Wetter, der wegen Aufruhrs und Landfriedensbruchs zu 9 Monaten Gefängnisstrafe verurteilt worden war und im Frühjahr 1969 in die JVA Ebrach verlegt wurde. Bereits am 10. Mai 1969 kamen nach einem Aufruf von Fritz Teufel, dessen Münchner Mitbewohner Reinhard Wetter war, etwa 80 Menschen zur „Knast-Kampagne“ nach Ebrach, um Reinhard Wetter mit Holzbohlen und Rammböcken symbolisch aus der Justizvollzugsanstalt zu befreien. In der Woche vom 15. bis zum 19. Juli 1969 folgten weitere Aktionen. Aktivisten stürmten unter anderem das Landratsamt in Bamberg und gerieten mit der örtlichen Bevölkerung in Füttersee in gewaltsamen Konflikt. Das in seiner ursprünglich geplanten Form gescheiterte Ebracher Knast-Camp hatte weitreichende Auswirkungen auf die Entwicklung des Linksterrorismus in Deutschland, weil sich mehrere der Teilnehmer in der Folge für einen bewaffneten Widerstand entschieden.

### Eingemeindungen
Am 1. April 1971 wurde im Rahmen der Gemeindegebietsreform die ehemalige Gemeinde Neudorf nach Ebrach eingemeindet. Am 1. Januar 1972 folgten Buch, Großbirkach und Großgressingen.

### Einwohnerentwicklung
Im Zeitraum 1988 bis 2018 wuchs der Markt von 1812 auf 1848 um 36 Einwohner bzw. um 2 %. Ein Höchststand wurde am 31. Dezember 1992 mit 2042 Einwohnern verzeichnet.
| Jahr                    | 1900 | 1961 | 1970 | 1987 | 1991 | 1995 | 2000 | 2005 | 2010 | 2015 |
| ----------------------- | ---- | ---- | ---- | ---- | ---- | ---- | ---- | ---- | ---- | ---- |
| Einwohner               | 1403 | 2616 | 2471 | 1774 | 2030 | 1978 | 2017 | 1930 | 1878 | 1806 |
| davon in Ebrach         |      | 1886 | 1795 |      |      |      |      |      |      |      |
| davon in Buch           |      | 0118 | 0111 |      |      |      |      |      |      |      |
| davon in Großbirkach    |      | 0160 | 0127 |      |      |      |      |      |      |      |
| davon in Großgressingen |      | 0352 | 0332 |      |      |      |      |      |      |      |
| davon in Neudorf        |      | 0100 | 0106 |      |      |      |      |      |      |      |

## Religion
Die Religionszugehörigkeit der bayerischen Bevölkerung wurde letztmals beim Zensus am 9. Mai 2011 ermittelt und ist Grundlage für die Bestimmung, ob in einer Gemeinde „Mariä Himmelfahrt“ (15. August) ein gesetzlicher Feiertag ist. 2011 waren in Ebrach sind 57,4 % der Einwohner römisch-katholisch und 23,4 % evangelisch-lutherisch. 19,2 % hatten eine andere Religion oder sind konfessionslos.

## Politik

### Bürgermeister
Erster Bürgermeister ist seit 1. Mai 2020 Daniel Vinzens von der Ebracher Neuen Liste (ENL), der sich mit 66,12 % der Stimmen gegen Detlef Panzer (CSU) durchsetzte. Sein Vorgänger war Max-Dieter Schneider (SPD). Dieser wurde im Jahr 2002 Nachfolger von Alfons Keller (CSU), 2008 mit 90,84 % der Stimmen und 2014 ohne Gegenkandidaten mit 89,42 % wiedergewählt.

### Gemeinderat
In der Wahlperiode 2020 bis 2026 besteht der Gemeinderat aus 12 Mitgliedern und dem Ersten Bürgermeister. Folgende Tabelle zeigt das Ergebnis der Kommunalwahl am 15. März 2020 und die Sitzverteilungen nach früheren Wahlen:
| Partei / Liste                 | Stimmenanteil 2020 | Sitze 2020 |    | Sitze 2014 | Sitze 2008 | Sitze 2002 |
| CSU                            | 24,9 %             | 3          | 3  | 3          | 3          |            |
| SPD                            | 13,7 %             | 2          | 3  | 3          | 3          |            |
| Ebracher Neue Liste            | 37,9 %             | 4          | 3  | 3          | 3          |            |
| Freie Wähler Ebrach und Umland | 16,1 %             | 2          | 2  | 3          | 2          |            |
| Junge Ebracher Liste           | 07,4 %             | 1          | 1  | –          | –          |            |
| Freie Wählerliste              | –                  | –          | –  | –          | 1          |            |
| Gesamt                         | 100 %              | 12         | 12 | 12         | 12         |            |
| Wahlbeteiligung: 68,97 %       |                    |            |    |            |            |            |

### Gemeindefinanzen
2020 betrugen die Gemeindesteuereinnahmen 1.280.000 Euro, davon waren 222.000 Euro Gewerbesteuereinnahmen (netto) und 765.000 Euro Beteiligung an der Einkommensteuer. Die Verschuldung betrug 377 Euro je Einwohner.

### Wappen
| Wappen von Ebrach | Blasonierung: „Über rotem Schildfuß, darin ein silberner Schrägwellenbalken, in Gold ein springender schwarzer Eber, der einen silbernen Abtstab schräg im Maul hält.“ |
| Wappen von Ebrach | Wappenbegründung: Der Eber und der silberne Wellenbalken stehen redend für den Ortsnamen. Der Wellenbalken ist Sinnbild für Ach, also einen Fluss. Der Eber stammt in etwas abgeänderter Form aus dem Wappen des gleichnamigen Zisterzienserklosters, das 1127 gegründet wurde. Die Geschichte des Ortes ist sehr eng mit der des Klosters verbunden. Bis zur Säkularisation 1803 war das Kloster Grund- und Gerichtsherr im Ort. Das Kloster richtete hier ein Amt ein. Dessen Siegel zeigte den Eber mit einem geschulterten Krummstab. Die Farben Gold und Schwarz weisen auf die zeitweilige Reichsunmittelbarkeit des Klosters hin, die von den Fürstbischöfen von Würzburg allerdings stets bestritten wurde. Die Farben Silber und Rot sind die Wappenfarben des Hochstifts Würzburg und erinnern an dessen Landeshoheit. Die Gründungslegende des Klosters Ebrach erzählt, ein Eber habe den Mönchen den Ort für die Klostergründung gewiesen, indem er ihnen den Abtsstab entriss und ihn an der Stelle des späteren Klosters fallen ließ. Dieses Wappen wird seit 1886 geführt. |

### Partnergemeinden
Mit folgenden Gemeinden existieren partnerschaftliche Beziehungen:
- Eisbach in der Steiermark, Österreich, seit 1979
- Clairvaux, Gemeinde Ville-sous-la-Ferté in der französischen Region Grand Est, Département Aube, seit 1998

## Öffentliche Einrichtungen
- Naturbad AcquaSana (eröffnet 2005)
- Gemeindebücherei
- Wohnmobilstellplatz (ortsnah)
- Justizvollzugsanstalt Ebrach

## Kultur und Sehenswürdigkeiten

### Sehenswürdigkeiten
- Ehemaliger Abteigarten

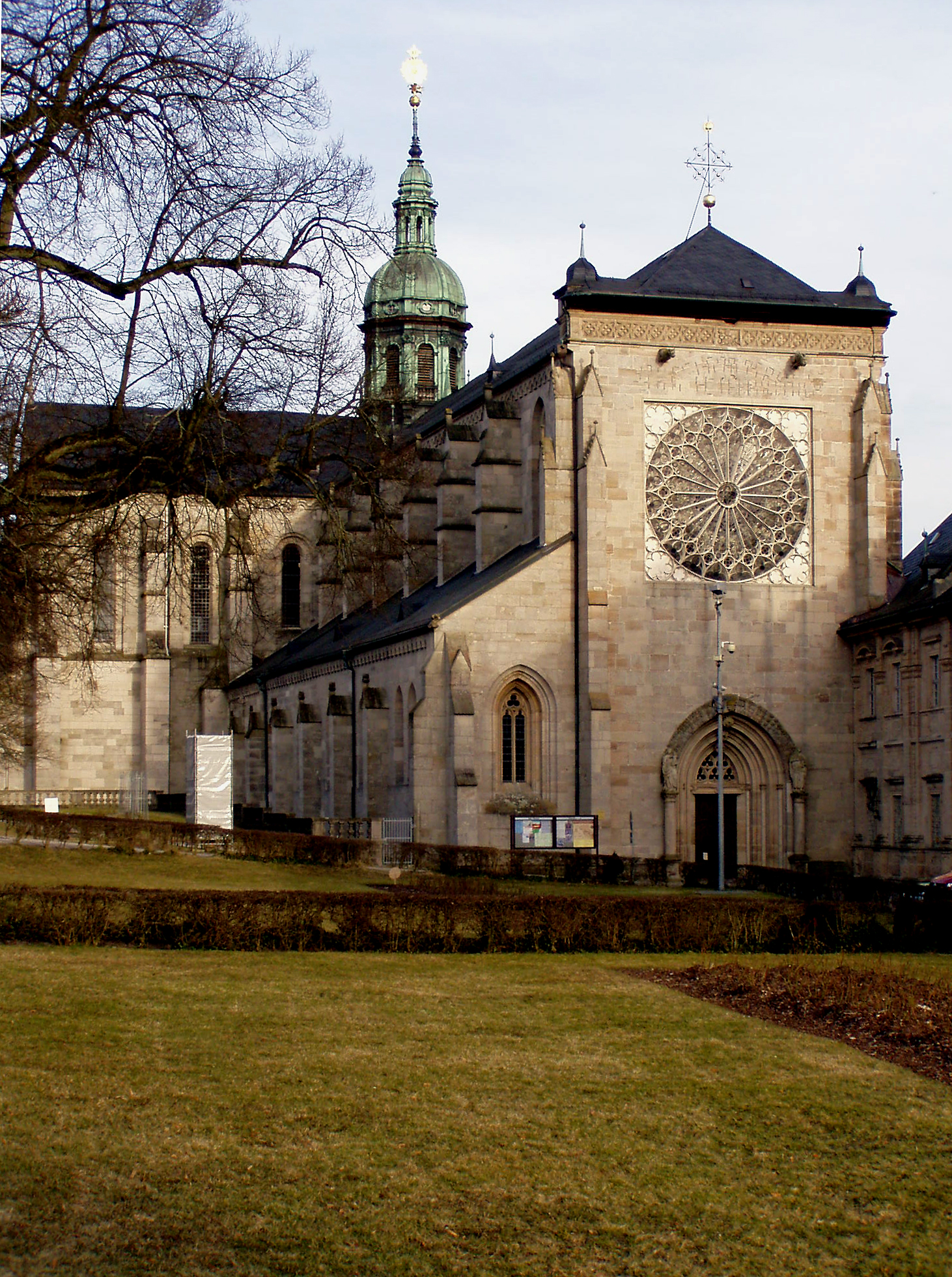
Die Klosterkirche der ehemaligen Zisterzienserabtei Ebrach

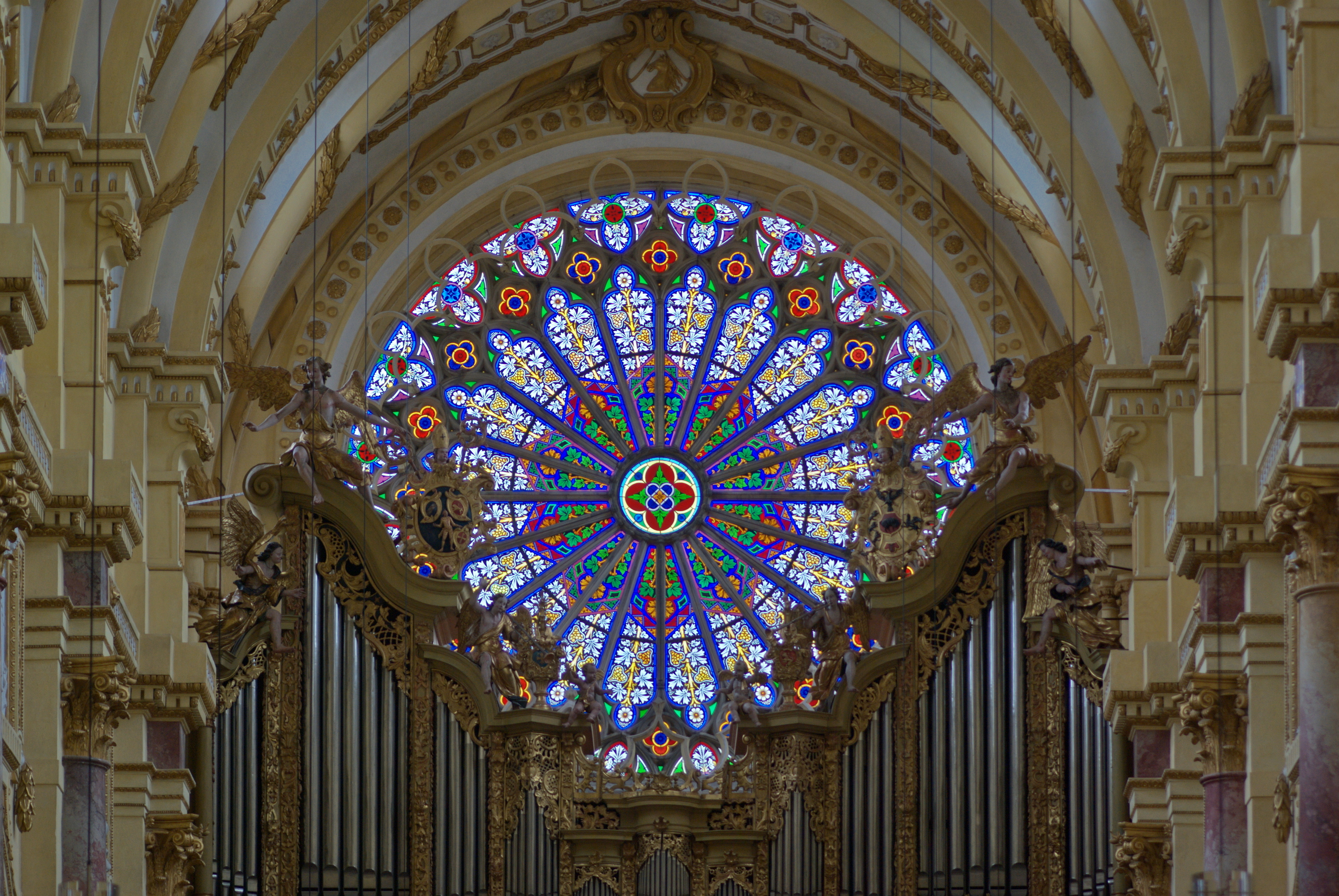
Gotische Rosette und Teilansicht des Orgelprospekts der Hauptorgel der Abteikirche

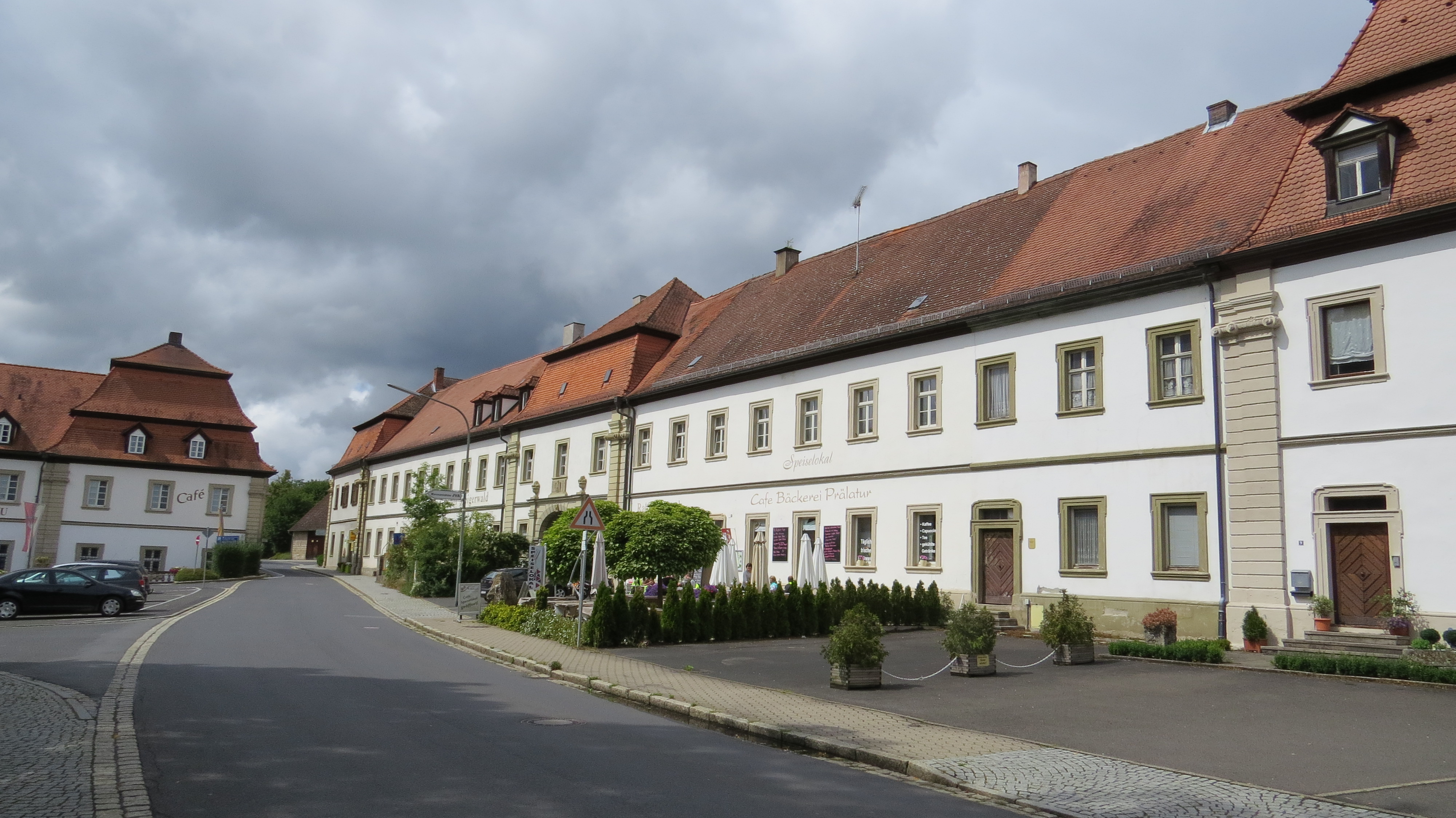
Klostervorstadt in Ebrach

- Pfarrkirche Ebrach (ehemalige Klosterkirche)
  - Orgeln

Neben der großen Konzertorgel auf der Westempore mit einem modernen Werk in einem barocken Gehäuse, das vom Würzburger Orgelbaumeister Johann Philipp Seuffert im Jahre 1743 erbaut wurde, beherbergt die ehemalige Abteikirche im Mönchschor zwei originale barocke Chororgeln aus der Werkstatt des Frankfurter Orgelbauers Johann Christian Köhler. Die beiden Instrumente sind eine organologische Rarität, da sich deren Spieler aufgrund der Positionierung der Spieltische gegenseitig sehen können. Im Zuge der umfangreichen Innenrestaurierung der Kirche wurden die Chororgeln ausgebaut und bis Oktober 2012 durch die Orgelbaufirma Klais, unterstützt durch die Firma Hoffmann, restauriert. Am 4. November 2012 wurden sie vom Bamberger Erzbischof wieder geweiht.
- Abteigebäude des ehemaligen Klosters Ebrach
- St.-Johannis-Kirche in Großbirkach
- Baumwipfelpfad Steigerwald

### Regelmäßige Veranstaltungen
- Ebracher Musiksommer
- Ebracher Kirchweih

## Wirtschaft und Infrastruktur

### Wirtschaft einschließlich Land- und Forstwirtschaft
Auf Grund der Lage im Steigerwald ist Holz ein wesentlicher Wirtschaftsfaktor.
Am 30. Juni 2020 gab es in der Marktgemeinde 447 sozialversicherungspflichtige Arbeitsplätze. Von der Wohnbevölkerung standen 723 Personen in einer versicherungspflichtigen Beschäftigung. Die Statistik (276 mehr Aus- als Einpendler) ist insofern verfälscht, als Beamte der Justizvollzugsanstalt in dieser Statistik nicht erfasst sind. 25 Einwohner waren arbeitslos. 2020 gab es 26 landwirtschaftliche Betriebe.

### Freiwillige Feuerwehren
Freiwillige Feuerwehren bestehen in Ebrach, Buch, Großbirkach, Großgressingen und Neudorf (bei Ebrach).

### Brauereien
Die letzte Braustätte der Gemeinde war die Klosterbrauerei Wilz, die im Jahr 1954 schloss. Später ließ sie ihr Bier im Lohnbrauverfahren bei der Brauerei Göller brauen.
Im Ortsteil Großgressingen gab es 1714 bis 1948 die Brauerei Henkelmann.

### Verkehr

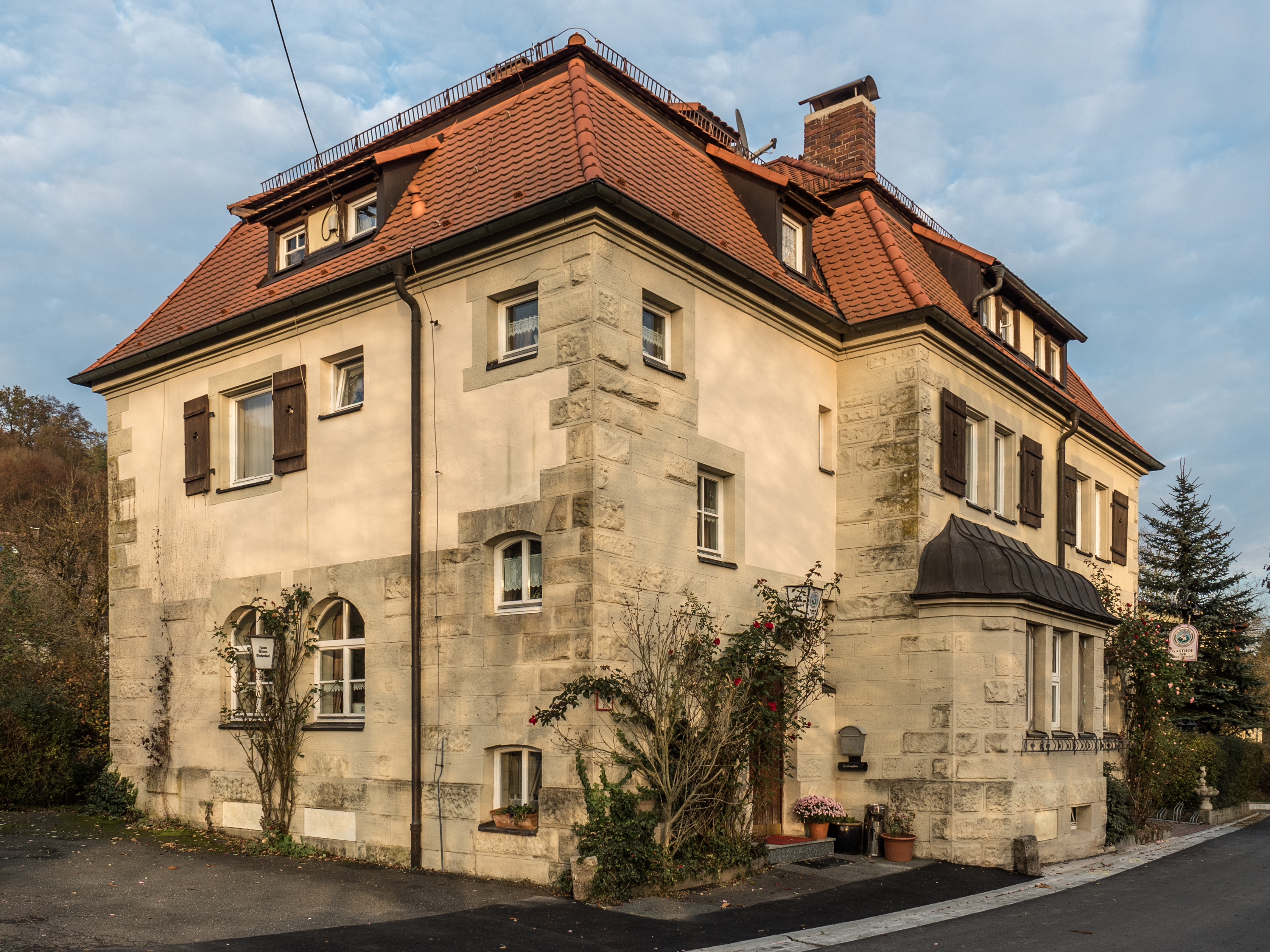
Bahnhof Ebrach (2016)

Die Ortschaft liegt an der Bundesstraße 22. Über die Staatsstraße 2258 ist die Auffahrt Geiselwind (AS 76) der Autobahn A 3 erreichbar.
Die Bahnstrecke Strullendorf–Ebrach wurde 2006 stillgelegt und abgebaut.
Der Ort ist über mehrere ÖPNV-Buslinien mit der Region und dem ca. 35 Kilometer entfernten Oberzentrum Bamberg und dem dortigen Bahnhof verbunden. Mehrere Regionalbuslinien starten und enden in Ebrach. Busfahrten nach Bamberg dauern ca. 50 Minuten, das nur 14 Kilometer entfernte Mittelzentrum Gerolzhofen im unterfränkischen Nachbarlandkreis Schweinfurt ist mit dem ÖPNV nur mit Umsteigen und nicht unter 100 Minuten Fahrzeit erreichbar.
Durch den Ort verläuft der Fränkische Marienweg.

### Bildung
In der Grundschule Ebrach wurden im Schuljahr 2022/2023 von vier hauptamtlichen Lehrkräften 64 Schüler unterrichtet. An der Steigerwaldschule Staatliche Realschule Ebrach wurden im Schuljahr 2022/2023 von 37 Lehrkräften 504 Schüler unterrichtet.
Am 1. März 2021 hatte die örtliche Kindertagesstätte 117 Plätze und wurde von 90 Kindern besucht.

## Persönlichkeiten

### Ehrenbürger
Die Ehrenbürgerschaft hat der Markt nach 1945 an acht Personen verliehen. Die zwei der letzten drei Verleihungen erfolgten an langjährige Bürgermeister.
- 2009: Erich Weininger (* 1924; † 15. April 2013), 1. Bürgermeister von 1956 bis 1990[17]
- 2015: Alfons Keller (* 1940), 2. Bürgermeister von 1978 bis 1984, 1. Bürgermeister von 1984 bis 2002[18]
- 2021: Viktor Fieger (* 1936), langjähriger Museumsleiter und Geschäftsführer des Forschungskreises Ebrach[19]

### Söhne und Töchter
- Eugen Montag (1741–1811), letzter Abt des Klosters Ebrach
- Friedrich Deml (1901–1994), Lehrer, Schriftsteller, Mitglied des Bamberger Dichterkreises.
- Max Jobst (1908–1943), Komponist
- Heinrich Aigner (1924–1988), Politiker (CSU), MdB, MdEP

### Personen, die mit der Gemeinde in Verbindung stehen
- Georg Sperber (* 1933 in Nürnberg), Forstwissenschaftler und Sachbuchautor, wohnt in Ebrach. Er war von 1972 bis 1998 Leiter des Forstamtes Ebrach.

## Sonstiges
- In der Gaststätte des Klosters fanden von 1957 bis 1971 jährlich die vom Staatsrechtler Ernst Forsthoff organisierten Ebracher Ferienseminare statt, die für jeweils zwei Wochen bekannte Wissenschaftler aus den verschiedensten Professionen zu gemeinsamen Diskussionen zusammenführten.
- Im Juni 2003 war Ebrach Etappenort der Deutschland Tour.